# ComSpec
ComSpec (또는 %COMSPEC%)은 MS-DOS와 마이크로소프트 윈도우에서 사용되는 환경 변수 중의 하나로 명령 줄 인터프리터를 가리킨다. 기본값은 MS-DOS에서는 command.com이며 윈도우 NT에서는 cmd.exe이다. ComSpec은 SET COMSPEC 또는 ECHO %COMSPEC%를 명령 프롬프트에서 실행하여 조회할 수 있다.
ComSpec 환경변수는 기본적으로 명령 줄 인터프리터의 전체 경로를 가리킨다.